# Horodenka

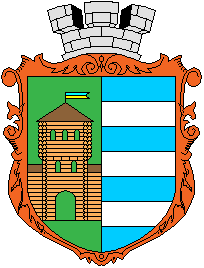
Horodenkas vapen.

Horodenka (ukrainska: Городенка uttal (fil); polska: Horodenka; ryska: Городенка, Gorodenka) är en stad i Ivano-Frankivsk oblast i västra Ukraina. Horodenka, som för första gången nämns i ett dokument från år 1195, hade 12 428 invånare år 2011.